# Flequillo

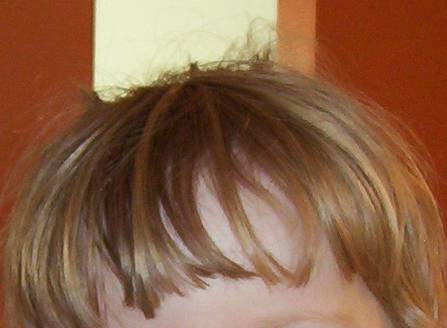
Flequillo

El flequillo, conocido con diferentes nombres en países de habla hispana, es una sección de cabello que nace de la línea capilar, la cual se corta o se peina de tal manera que cubre total o parcialmente la frente del portador.
El flequillo suele ser un componente de diversos peinados, además de ser frecuentemente utilizado como un efecto visual para reducir rostros alargados y ocultar frentes amplias. Un flequillo surge naturalmente en varios tipos de textura capilar cuando el cabello naciente de la línea capilar y las áreas del cuero cabelludo anterior aumenta su longitud, creando una fracción de cabello inestable que es capaz de posicionarse sobre el rostro del portador. Este no se debe dejar crecer demasiado ya que puede incomodar. El flequillo lo suelen llevar hombres y mujeres para cubrir la frente, mientras el cerquillo se realiza en las partes laterales de la frente que baja hasta la mejilla separado de la barba. El cerquillo lateral es llamado «pata de gallina» y el flequillo de la frente es llamado «pollina» en la República Dominicana.

## Etimología
La palabra flequillo proviene de la palabra fleco, la cual hace referencia a los componentes de hilado y confección en una serie de hilos que cuelgan al final de determinados accesorios textiles decorativos como: chales, bufandas, rebozos, sarapes, pashminas, alfombras y colchas. El fleco en la confección textil es el punto en el que el entrelazado de hilos termina. La palabra flequillo es el diminutivo despreciativo de la palabra de fleco, por lo que en algunos países de habla hispana se le conoce como fleco al flequillo.
La palabra fleco es definida en el Diccionario de la lengua española como «porción de cabello recortado que a manera de fleco se deja caer sobre la frente». La palabra en el idioma español suele ser contraria de la palabra tupé, la cual se define en el Diccionario de la lengua española como «pelo que se lleva levantado sobre la frente». La palabra «tupé» en su sentido tradicional refiere al peinado pompadour, cuya variante de la época rockabilly es ampliamente conocida como tupé dentro del habla hispana.
En varios países de habla hispana se le conoce con distintos nombres como pava, fleco, cerquillo, pollina, chasquilla, capul, cepo, china, o copete.[cita requerida]

## Historia

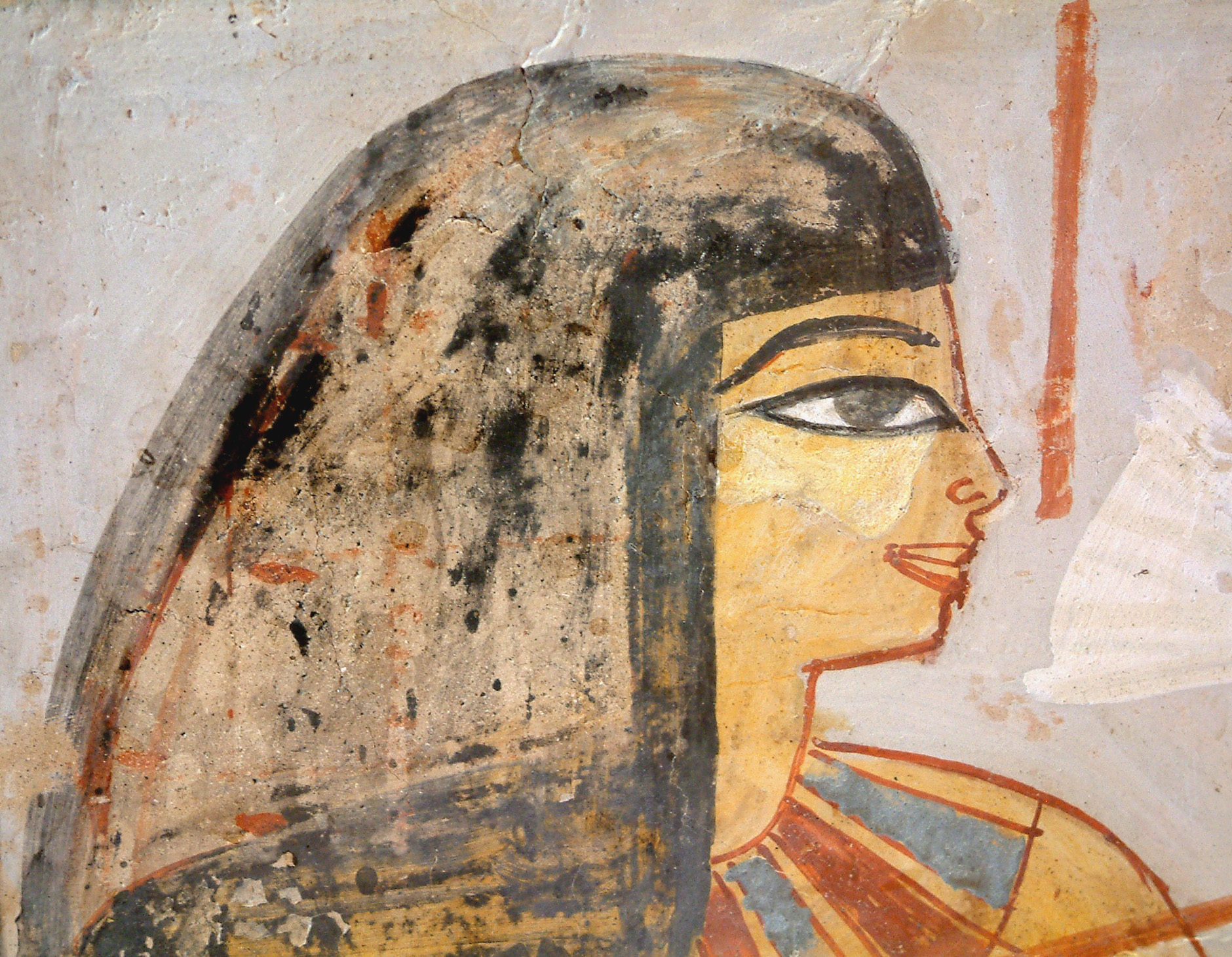
Detalle de una inscripción de la dinastía XVIII de Egipto, mostrando una mujer con un peinado similar al bob.

Un flequillo surge naturalmente en diversas texturas de cabello humanas, lo que supone una naturalidad de la especie animal. El humano está dotados de faneras por su naturaleza animal mamífera que incluyen estructuras pilosas, capaces de aumentar de longitud mediante la asimilación proteica y la construcción de líneas de aminoácidos. La historia del hombre en la prehistoria se ve marcada por el desarrollo técnico de las instrumentos de piedra creados por el Homo habilis y su línea evolutiva, en donde destacan instrumentos cortantes a base de piedras que eran utilizados para la caza y cortar estructuras como el cabello y el pelaje animal. En el periodo prehistórico del hombre aparecen las técnicas de peluquería que brindaban al humano un mejor manejo corporal y una mayor comodidad que le permitía realizar actividades sin molestarse por el movimiento u obstrucción de su cabello, además del desarrollo de la peluquería como un atributo social o religioso.
El desarrollo estético de la cultura del Antiguo Egipto muestra gran importancia sobre la cosmetología y la peluquería como un elemento social y religioso que eran designados para identificar a distintos estratos sociales como monarcas y líderes religiosos. En el Antiguo Egipto se acostumbraban peinados de corte recto que eran confeccionados en pelucas o en cabello natural, los cuales eran adornados con cuentas y pedrería para manifestar el estrato social al que se pertenecía. Los flequillos eran rectos debido a su practicidad en el corte, que descubrían completamente los ojos y que eran utilizados por personas del género masculino y el género femenino. El desarrollo histórico de la herrería permitió el desarrollo de instrumentos más sofisticados como la cuchilla, lo que resultó en el desarrollo de la peluquería. Elizabeth Taylor aparece en la película con tema egipcio Cleopatra (1963) portando un flequillo recto de longitud corta, lo que reforzó la noción sobre el peinado egipcio en la cultura popular contemporánea.

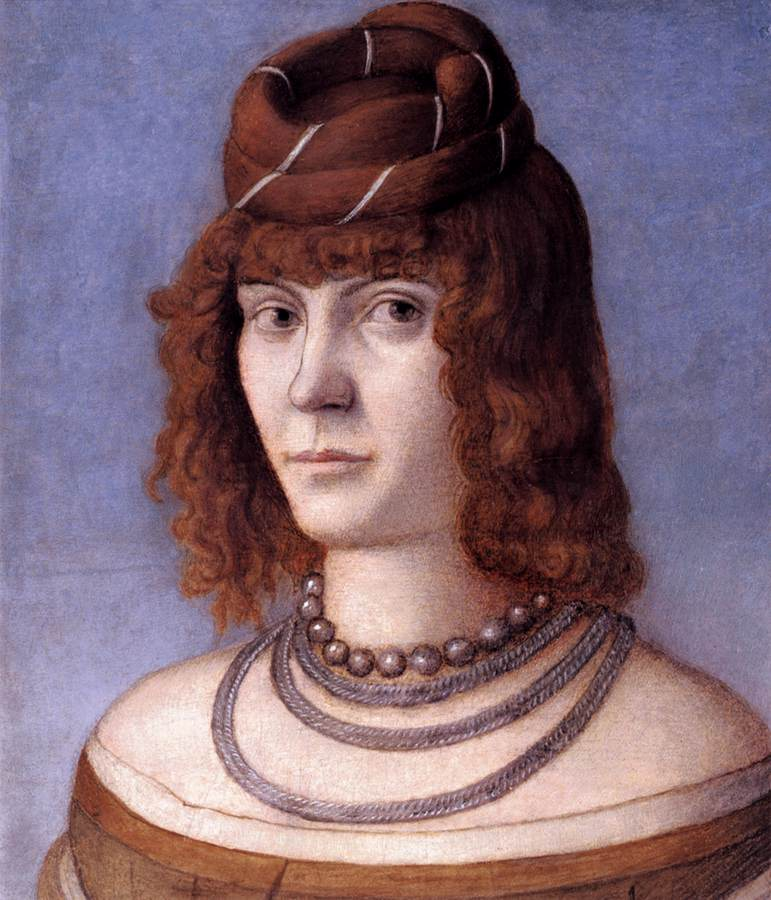
Retrato de una mujer, por Vittore Carpaccio (c. 1490).

En el periodo clásico de la Antigua Grecia y el Imperio Romano se populariza el cabello sujeto entre las mujeres y el cabello corto entre los hombres, además del rasurado, la utilización de dispositivos sujetadores, la utilización de tocados y la construcción de patrones de cabello entrelazado (cabello sujeto en trenzas o rodetes). En la Edad Media y el Renacimiento se acostubró la utilización de flequillo que se bifurcaban en el centro de la frente, tanto en hombres, como en mujeres. Otros peinados populares incluían la frente totalmente descubierta o flequillos muy pequeños de corte recto.
En el siglo XVIII y el siglo XIX se populariza el cabello con tirabuzones, lo que resultó en la popularidad del cabello suelto y flequillos que tomaran dichas formas. También, en el siglo XVIII, aparecen complicados peinados como el pompadour, el pouf y el bouffant, los cuales se caracterizaron por la formación de densas masa de cabello sobre la frente. En el periodo entre el siglo XVIII y el siglo XIX se popularizan los peinados densos y considerablemente altos entre los peinados femeninos, mientras que en los peinados masculinos, se acostumbraba el cabello corto y la frente descubierta.
En las primeras décadas del siglo XX se hizo popular el peinado bob entre la estética de las flappers, el cual era normalmente acompañado con flequillos y sombreros que resaltaban la forma del rostro. En los 50 y 60, influenciados por la revolución sexual y la generación beat, se hizo popular el peinado mop-top y el cabello largo entre los peinados masculinos, debido a la gran influencia de la invasión musical británica con grupos como The Beatles y The Rolling Stones. En esa misma década se popularizó una versión moderna del bouffant y el beehive, los cuales eran acompañados de flequillos que daban mayor volumen al peinado y al cráneo del portador.
En la década de los 70 aparecen peinados como el mullet, los cuales contenían un flequillo. En la década de los 80 se perfecciona la cosmetología con la amplia comercialización de productos para el cuidado y tratamiento del cabello, lo que derivó en un sentido estético relacionados con el peinado abultado y teñido, dando lugar al surgimiento de los mall bangs, un tipo de flequillo que consiste en la formación de densas masas de cabello sobre la frente a partir de la aplicación de aerosol para el cabello y la utilización de rulos. En los años 2000 y 2010 se popularizan los peinados que incluyen flequillos entre la moda femenina y masculina.«Peinados de fiesta». Archivado desde el original el 3 de mayo de 2015. Consultado el 22 de enero de 2015:).

## Tipos
| Imagen | Nombre               | Descripción |
| ------ | -------------------- | --- |
|        | Baby bangs           | El flequillo baby bangs (traducido al español como flequillo de bebé) es un tipo de flequillo en el que la sección frontal de cabello se corta por encima de las cejas en una forma recta. Esta variante de flequillo normalmente forma parte de peinados como el corte de tazón y el bob. El nombre baby bangs suelen ser utilizados como complemento en diversos peinados infantiles, motivo del nombre popular de esta variante de flequillo. Los baby bangs son utilizados estéticamente para darle una mayor amplitud a la frente del portador.                                                         |
|        | Barrido o side-swept | El flequillo barrido o side-swept bangs es una variante de flequillo que se caracteriza por la formación de un corte irregular de cabello que es capaz de acomodarse naturalmente sobre la frente para que sus puntas se dirijan hacia cualquier lado de la cabeza, obstruyendo una parte del rostro y bifurcándose en un punto ligeramente alejado del centro de la frente. El flequillo barrido se caracteriza por presentarse de una manera natural en texturas de cabello ligeramente lacias y onduladas, el cual no requiere de cortes notorios para su formación.                                      |
|        | Blinding bangs       | El flequillo blinding bangs (traducido al español como flequillo cegador) es una variante de flequillo que se caracteriza por la obstrucción total de la región superior del rostro del portador, al extender la longitud del flequillo más allá de la altura de los ojos, creando una sección de cabello que cubre ambos ojos del portador. Su nombre se origina de la apariencia del flequillo en el que se cubren los ojos, obstruyendo la vista del portador y la apreciación externa de estos. Este tipo de flequillo es identificado culturalmente con la estética de los Scene Kids.                  |
|        | Choppy               | El flequillo choppy (traducido al español como recortado) es una variante de flequillo que se caracteriza por la formación de hileras separadas de cabello en distintas alturas y capas que, en ocasiones, dejando a la vista pequeñas fracciones de piel en la frente del portador. Este tipo de flequillo suele manifestarse en formas asimétricas y no tiene una longitud específica que lo defina, ya que puede ser menor o mayor a la altura de las cejas. |
|        | Clásico              | El flequillo clásico es una variante de flequillo, natural en texturas de cabello onduladas, que se caracteriza por la formación de ondas rizadas o tirabuzones modelados artificialmente que cubren la frente del portador. El flequillo clásico no tiene una longitud específica. Este tipo de flequillos fue popular entre la estética femenina de las mujeres de clase socioeconómica alta entre el siglo XVIII y el siglo XIX. |
|        | Desigual             | El flequillo desigual es un tipo de flequillo que se caracteriza por la formación de un corte recto y graduado que se extiende en una forma oblicua, es decir, se caracteriza por un corte recto en forma asimétrica. El flequillo desigual no tiene una forma, ni longitud específica, pero se caracteriza por presentar una gran notoriedad en los cortes que forman las hileras del flequillo. El flequillo desigual suele manifestar una textura de cabello lacia. |
|        | Devilock             | El devilock, contracción de devil (diablo) y lock (mechón), es un peinado cuya creación es atribuida a Jerry Only de la banda Misfits. El devilock se caracteriza por la formación de una extensa prolongación del flequillo que llega a la altura de la barbilla y es peinado en forma de púa. Jerry Only afirma que el peinado se basa en el peinado tidal wave de los skaters en los años 1970 y el pico de viuda de Eddie Munster. |
|        | Emo                  | El flequillo emo es un tipo de flequillo, variante del flequillo barrido o side-swept, que se caracteriza por la formación de un corte irregular de cabello que es capaz de acomodarse naturalmente sobre la frente para que sus puntas se dirijan hacia cualquier lado de la cabeza, extendiéndose a alturas mayores a la zona cigomática, obstruyendo gran parte del rostro y un ojo del portador, además de bifurcándose en un punto ligeramente alejado del centro de la frente. Este tipo de flequillo es asociado culturalmente con la estética del la subcultura emo de los años 2000.                |
|        | Lateral              | El flequillo lateral es un tipo de flequillo que se caracteriza por la formación de un mechón extendido de cabello cuyas puntas o alas se dirigen hacia el interior o exterior de la cabeza del portador, el cual es formado de la división de cabello sobre la región temporal y la región parietal superior en alguno de los lados de la cabeza. Este tipo de flequillo no tiene su origen en la línea capilar sobre la frente, ya que se forma del cabello que nace de las áreas laterales del cráneo que se encuentran por detrás de la frente, además de que puede o no, cubrir la frente del portador. |
|        | Mall bangs           | Los mall bangs (traducido al español como flequillo de centro comercial) son un tipo de flequillo que se caracteriza por la formación de mechones ondulados y densos de cabello que cubren la frente del portador, los cuales son modelados con la utilización de rulos modeladores y la aplicación de aerosol para el cabello, o la aplicación de calor con dispositivos secadores. Los mall bangs fueron un complemento popular de diversos peinados durante la década de los 80. |
|        | Ondulado             | El flequillo ondulado es un tipo de flequillo que se caracteriza por la formación de ondulaciones o alas sobre la punta del flequillo para que estas se dirijan hacia el exterior del rostro. El flequillo ondulado, al igual que el flequillo barrido o side-swept, presenta una dirección que se complementa por una estructura graduada que nace de un punto alejado del centro de la frente. |
|        | Partido              | El flequillo partido es un tipo de flequillo que se caracteriza por la separación del cabello sobre la frente en dos secciones similares que se separan en el punto medio de la frente para dirigirse a ambos lados del rostro, en una forma similar a una "V" invertida. Este tipo de flequillo suele formar dos porciones de cabello que crean una ondulación que les permite dirigirse a los lados contrarios de la cabeza del portador. |
|        | Pin-up               | El flequillo pin-up es un tipo de flequillo, variante del flequillo en "U", que se caracteriza por la formación de alas que se dirigen al interior de la frente, de manera similar a un peinado pageboy. El flequillo pin-up requiere de un corte curvo para su formación. Su nombre se debe a la asociación estética del arte pin-up en referencia a la mayor exponente del peinado, la modelo Bettie Page. |
|        | Power bangs          | El flequillo power bangs (traducido al español como flequillo de poder) es un tipo de flequillo que se caracteriza principalmente por el nacimiento en altura superior a la línea de cabello sobre la frente, el cual suele dar al portador una proporción similar en longitud de rostro visible y flequillo, dando al portador un rostro visualmente alargado. El flequillo suele exceder notablemente una longitud a la altura de las cejas, normalmente extendiéndose hasta la altura de los párpados. |
|        | Recto                | El flequillo recto es un tipo de flequillo que se caracteriza por su alineación natural en una forma horizontal que no denota cortes graduados. El corte recto puede manifestar diferentes alturas, aunque si su longitud es menor a la altura de las cejas, podría tratarse de un flequillo baby bangs. La alineaión natural del flequillo recto suele manifestarse en la textura de cabello lacia. |
|        | Flequillo en "U"     | El flequillo en "U" es un tipo de flequillo que se caracteriza por la formación de una curva que se acentúa a la mitad de la frente. La forma del flequillo puede estar compuesta de una forma curva en "U", como en el flequillo pin-up, o puede estar compuesta de una forma curva en "U" invertida. Este tipo de flequillo no tiene una longitud específica. |
|        | Flequillo en "V"     | El flequillo en "V" es un flequillo que se caracteriza por la formación una punta de cabello que se alinea con el puente nasal del rostro sobre el centro de la frente, la cual reduce su extensión a medida que se aleja del centro del rostro y se dirige a los extremos de la cabeza. Este tipo de flequillo no tiene una longitud específica. |
|        | Esti                 | El flequillo esti (traducido al español como fragmentado) es un tipo de flequillo que se caracteriza por la formación de hileras de cabello que dejan secciones de tamaño considerable de la frente del portador totalmente a la vista, ya que se compone de un fregmento menor de cabello que nace de la línea capilar o se compone de secciones de cabello que carecen de volumen. Este tipo de flequillo no tiene una longitud específica. |